# Santa Marta (Penafiel)
Santa Marta is een plaats (freguesia) in de Portugese gemeente Penafiel en telt 1310 inwoners (2001).